# Virginia Slims of Houston 1991
Il  Virginia Slims of Houston 1991 è stato un torneo di tennis giocato sulla terra rossa. È stata la 21ª edizione del torneo, che fa parte della categoria Tier II nell'ambito del WTA Tour 1991. Si è giocato al Westside Tennis Club di Houston negli USA dal 15 al 21 aprile 1991.

## Campionesse

### Singolare
Monica Seles ha battuto in finale  Mary Joe Fernández con il punteggio di 6–4, 6–3

### Doppio
Jill Hetherington /  Kathy Rinaldi hanno battuto in finale  Patty Fendick /  Mary Joe Fernández con il punteggio di 6–1, 2–6, 6–1